# Ernst Krenek
Ernst Krenek (Viena, 23 d'agost de 1900 - Palm Springs, Califòrnia, 22 de desembre de 1991) fou un compositor nascut a Àustria, d'origen txec, i naturalitzat estatunidenc.
Krenek va navegar amb destresa entre els múltiples corrents estètics i estilístics del turbulent segle xx, absorbint els aspectes més destacats de cada moviment i integrant-los en un llenguatge personal i únic.

## Biografia
Nascut Ernst Heinrich Křenek a Viena (aleshores a Àustria-Hongria). Els seus pares provenien de Čáslav, a Bohèmia, però es van traslladar a Viena quan el seu pare, un oficial del cos de comissaris de l'Exèrcit Imperial Austrohongarès, li van destinar. Ernst va estar exposat a la música des de ben jove. Més tard va recordar la meravella que era el fet de «caminar pels camins que Beethoven havia caminat, o anar a comprar a la casa on Mozart havia escrit Don Giovanni, o anar al cinema davant de la casa on va néixer Schubert, formava part de les experiències rutinàries de la meva infància».
El 1916 va entrar a la Universitat de Música i Art Dramàtic de Viena, però la influència del seu professor de composició, Franz Schreker, i sobretot l'impacte de l'inici de la Primera Guerra Mundial, van començar a sacsejar la fins llavors aparentment còmoda integració de Krenek en la cultura vienesa. Tot i que va ser instruït en disciplines compositives tradicionals de Viena, Schreker el va introduir a Debussy, Max Reger, Richard Strauss i segurament a Skriabin. Krenek no va ser cridat al servei militar fins al 1918. No obstant això, la seva breu experiència a l'exèrcit va ser suficient per deixar-li una impressió duradora d'una «empresa burocràtica gegantina, malbaratadora i horrible de dimensions i futilitat inaudites».
La guerra va precipitar la caiguda total de l'Imperi Austrohongarès, seguida de diverses crisis polítiques, econòmiques i culturals. La primera de les seves set sonates per a piano prové d'aquest període i, tot i que mostra un estil musical «neo-romàntic» influenciat per Schreker, també revela una preocupació emergent per estructures musicals més abstractes en un estil «neo-clàssic».
El 1920, Schreker va anar a Berlín per dirigir i donar classes de composició a la Staatliche akademische Hochschule für Musik a Berlín. Krenek el va seguir, però l'ambient que va trobar a Berlín el va animar a trencar decisivament amb el seu mestre i adoptar un estil més modern i agressiu. Allà va conèixer molts dels compositors més importants de la ciutat, com Artur Schnabel, Ferruccio Busoni, Kurt Weill i sobretot Eduard Erdmann, un impressionant pianista de concert i compositor que exerciria una influència molt significativa en el desenvolupament compositiu de Krenek.
Aviat va donar a conèixer el Quartet, op. 6 (1921), la Simfonia núm. 2 (1922) i la cantata La fortalesa (1922), obres que el convertiren en un dels compositors més innovadors del panorama alemany del moment. El 1924 acabà algunes parts d'una simfonia inacabada de Gustav Mahler, i es casà amb la seva filla Anna. Inicià la seva activitat creadora amb obres atonals; més tard adoptà el mètode dodecatònic d'Arnold Schönberg. El seu llenguatge atonal no fou un impediment per expressar elements del jazz, i fou el primer compositor a introduir-lo en la música operística.
El 1925 fou ajudant en l'òpera de Kassel i el 1927 assolí un èxit notable a Leipzig amb Jonny spielt auf (Jonny actua), òpera amb llibret d'ell mateix que testimonia el seu interès pel jazz i pel món mecanitzat. El 1928 retornà a Viena, on va conèixer Alban Berg, Anton Webern i Arnold Schönberg i es va apropar al dodecafonisme amb obres com l'òpera Karl V (1930-1933), fragments de la qual foren estrenats a Barcelona el 1936 amb motiu del Festival Internacional de Música.
En aquests anys començà a dedicar-se a la crítica musical, ensems que feia de professor, tenint entre els seus alumnes a Hans Ulrich Engelmann. Quan Àustria fou incorporada al Tercer Reich (Anschluss) fou considerat com a artista degenerat i hagué de marxar als Estats Units, on es nacionalitzà el 1945. Fou professor de música a la universitat Hamline de Saint Paul (Minnesota) i al final de la seva vida es va retirar a Palm Springs, on va morir.
Durant el període estatunidenc s'inspirà en la música antiga, en particular el cant gregorià i la polifonia (Lamentatio Jeremiae prophetae, 1941). Interessat de nou per l'experimentació, el 1955 va fer alguns treballs de música electrònica per a la Ràdio de Colònia. També va escriure obres teòriques i reflexions sobre estètica.

## Obres
- Òperes
  - Zwingburg. Szenische Kantate op. 14 (1922; estrena: 1924)
  - Der Sprung über den Schatten op. 17 (1923; estrena: 1924)
  - Orpheus und Eurydike op. 21 (1923; estrena: 1926)
  - Jonny spielt auf op. 45 (1925-26; estrena: 1927)
  - Der Diktator op. 49 (1926; estrena: 1928)
  - Das geheime Königreich op. 50 (1926-27; estrena: 1928)
  - Schwergewicht, oder Die Ehre der Nation op. 55 (1926-27; estrena: 1928)
  - Leben des Orest op. 60 (1928-29; estrena: 1930)
  - Karl V op. 73 (1930-33; estrena: 1938)
  - Cefalo e Procri op. 77 (1933-34; estrena: 1934)
  - Tarquin op. 90 (1940; estrena: 1950)
  - What Price Confidence? (Vertrauenssache) op. 111 (1945-46; estrena: 1960)
  - Dark Waters (Dunkle Wasser) op. 125 (1950; estrena: 1950)
  - Pallas Athene weint op. 144 (1952-55; estrena: 1955)
  - The Bell Tower (Der Glockenturm) op. 153 (1955-56; estrena: 1957)
  - Ausgerechnet und verspielt op. 179 (1961; estrena: 1962)
  - Der goldene Bock (Chrysomallos) op. 186 (1963; estrena: 1964)
  - Der Zauberspiegel. Fernsehoper op. 192 (1966)
  - Sardakai op. 206 (1967-69; estrena: 1970)
- Ballets
  - Mammon op. 37 (1925)
  - Der vertauschte Cupido op. 38 (1925)
  - Eight Column Line op. 85 (1939)
- Simfonies
  - Simfonia núm. 1 op. 7 (1921)
  - Música simfònica per a 9 instruments solistes op. 11 (1922)
  - Simfonia núm. 2 op. 12 (1922)
  - Simfonia núm. 3 op. 16 (1922)
  - Symphonie pour instruments à vent et batterie op. 34 (1924-25)
  - Little Symphony op. 58 (1928)
  - Simfonia núm. 4 op. 113 (1947)
  - Simfonia núm. 5 op. 119 (1949)
  - Simfonia Pallas Athene op. 137 (1954)
- Peces corals
  - Die Jahreszeiten op. 35 (1925)
  - Kantate von der Vergänglichkeit des Irdischen op. 72 (1932)
  - Lamentatio Jeremiae Prophetae op. 93 (1942)
  - O Holy Ghost op. 186A (1964)
- Lieder
  - Lieder op. 19 sobre un text d'Otfried Krzyzanowski i Friedrich Gottlieb Klopstock